# 김문옥 (1896년)
김문옥(金文玉, 1896년 2월 8일~1966년 7월 7일)은 일제강점기와 대한민국의 기업인, 언론인이다. 가수 남진의 아버지이자 대한민국의 제5대 국회의원을 역임한 정치인이기도 하다.

## 생애
전라남도 영암에서 아버지 김원삼(金元三)과 어머니 영양 천씨(穎陽 千氏) 사이에서 태어났다. 
목포공립보통학교(현재의 목포북교초등학교), 목포상업고등학교(현재의 목상고등학교)를 졸업했다. 일제 강점기에는 전라남도곡물협회 회장, 전남정미주식회사 사장을 역임했고 광복 이후에는 대한식량공사 전남지부장, 전남전력대책위원회 부위원장, 목포상공회의소 회장, 목포일보 사장, 대한유지생산업자회 회장을 역임했다.
1955년에 민주당에 입당하면서 정계에 입문했다. 1960년에 실시된 대한민국 제5대 국회의원 선거에서 민주당 목포시 후보로 출마했고 정중섭 민주당 후보를 누르고 당선되었다. 그러나 1961년에 일어난 5·16 군사 정변으로 인하여 국회가 해산되면서 1963년에 정계에서 은퇴했고 호남매일신문 사장을 역임했다. 1966년 7월 7일 별세하였다.

## 가족 관계
- 배우자 : 장기순(1905년 ~ 1994년) - 재혼 계배
  - 자녀 : 4남 6녀(배다른 10남매)
  - 장남 : 김상진 (1936년 ~ 1984년: 성균관대 법학과)      - 호남매일신문 편집장 겸 사장 역임.

```
      사별 초배의 두 소생 가운데 첫째로 기혼 및 성가
** 자부 : 이만숙 ( 1937년~ : 경희대 피아노과 졸업)
*** 손녀 : 김세경 (1963년~: 경희대 피아노과 졸업)
*** 손녀 : 김연수 (1965년~ )
*** 손자 : 김성한 (1968년~: 고려사이버대 경영학과)
*** 손자 : 김경한 (1971년~ )
```

- - 차남 : 김응진 - 사별 초배의 두 소생 가운데 막내로 기혼 및 성가
  - 삼남 : 김남진(1945년 ~ )
  - 자부 : 강정연(1948년 ~ )
    - 손녀 : 김홍미(1980년 ~ )
    - 손녀 : 김지선(1981년 ~ )
    - 손녀 : 김형선(1982년 ~ )
    - 손자 : 김형국(1983년 ~ )

  - 사남 : 김익진(1949년 ~ )
  - 자부 : 문화 류씨(1957년 ~ )
    - 손자 : 김대룡(1987년 ~ )
    - 손자 : 김전우(1990년 ~ )
    - 손녀 : 김주현(1992년 ~ )

## 역대 선거 결과
| 실시년도 | 선거   | 대수 | 직책     | 선거구      | 정당   | 득표수   | 득표율          | 순위 | 당락 | 비고 |
| -------- | ------ | ---- | -------- | ----------- | ------ | -------- | --------------- | ---- | ---- | ---- |
| 1960년   | 총선   | 5대  | 국회의원 | 전남 목포시 | 민주당 | 20,144표 | \| \| 47.53% \| | 1위  |      | 초선 |
|          | 47.53% |      |          |             |        |          |                 |      |      |      |